# Pousa (Portugal)
Pousa es una freguesia portuguesa del concelho de Barcelos, con 6,13km² de superficie y 2290 habitantes (2001). Densidad de población: 373,6 hab/km².